# Хжонстовиці (гміна)
Гміна Хжонстовіце (пол. Gmina Chrząstowice) — сільська гміна у південно-західній Польщі. Належить до Опольського повіту Опольського воєводства.
Станом на 31 грудня 2011 у гміні проживало 6723 особи.

## Площа
Згідно з даними за 2007 рік площа гміни становила 82.31 км², у тому числі:
- орні землі: 51.00%
- ліси: 42.00%

Таким чином, площа гміни становить 5.19% площі повіту.

## Населення
Станом на 31 грудня 2011:
| Опис     | Загалом | Загалом | Чоловіки | Чоловіки | Жінки | Жінки |
| -------- | ------- | ------- | -------- | -------- | ----- | ----- |
| одиниця  | осіб    | %       | осіб     | %        | осіб  | %     |
| все      | 6723    | 100     | 3302     | 49.11    | 3421  | 50.89 |
| міське   | 0       | 100     | 0        |          | 0     |       |
| сільське | 6723    | 100     | 3302     | 49.11    | 3421  | 50.89 |

## Сусідні гміни
Гміна Хжонстовіце межує з такими гмінами: Ізбицько, Озімек, Тарнув-Опольський, Турава.